# Cyphia stenodonta
Cyphia stenodonta är en klockväxtart som beskrevs av Franz Elfried Wimmer. Cyphia stenodonta ingår i släktet Cyphia, och familjen klockväxter. Inga underarter finns listade i Catalogue of Life.